# Kristine McKenna
Kristine McKenna es una periodista, crítica y curadora de arte estadounidense conocida por sus entrevistas con artistas, escritores, pensadores, cineastas y músicos. Muchos de estos se han recopilado en Book of Changes (2001) y Talk to Her (2004). Entre las personas a las que ha entrevistado y sobre las que ha escrito con mayor frecuencia a lo largo de los años se encuentran Exene Cervenka, Leonard Cohen, David Lynch, Captain Beefheart, Brian Eno y Dan Hicks .

## Carrera profesional
McKenna escribió para Los Angeles Times desde 1977 hasta 1998 y fue una de las primeras periodistas de la corriente principal en hacer una crónica de la primera escena del punk rock de Los Ángeles. Fue editora musical de la influyente publicación de artes de vanguardia Wet y editora de la costa oeste de NME. Sus perfiles y críticas han aparecido en Artforum, The New York Times, ARTnews, Vanity Fair, The Washington Post, Rolling Stone y muchas otras publicaciones. Recibió una beca del Fondo Nacional para la Administración de las Artes (1976) y una Beca de Críticos de la Galería Nacional de Arte (1991). Ha contribuido a muchos programas del artista de radio Joe Frank.
McKenna co-curó la exposición de 1998 Forming: the Early Days of LA Punk, para Track 16 Gallery en Santa Mónica. Fue co-curadora de Semina Culture: Wallace Berman & his Circle, una exposición grupal itinerante que se inauguró en el Museo de Arte de Santa Mónica en 2005. Es productora y coguionista de The Cool School, un documental sobre la primera galería de vanguardia de Los Ángeles, y su libro, The Ferus Gallery: A Place to Begin, fue publicado por Steidl en 2009.
Su monografía de 2007 sobre la fotografía de Wallace Berman, Wallace Berman Photographs, coescrita con Lorraine Wild, fue seleccionada como uno de los 50 mejores libros de arte del año por la AIGA. En 2009, curó She: Work by Wallace Berman & Richard Prince, para la Galería Michael Kohn en Los Ángeles. En 2010, McKenna curó The Beautiful and the Damned, una muestra de fotografías de la escena punk temprana de Los Ángeles de Ann Summa. Su exposición de encuestas de 2011 del fotógrafo Charles Brittin estuvo acompañada por la monografía del artista, Charles Brittin: West & South.
En 2010 se asoció con Donna Wingate y Lorraine Wild para lanzar el sello editorial Foggy Notion Books.
En octubre de 2015 se anunció que estaba coescribiendo la "cuasi-memoria" del cineasta David Lynch titulada Life & Work. El libro, retitulado Room to Dream, se publicó en junio de 2018. Ha participado en el "Festival of Disruption" de Lynch, haciendo entrevistas en el escenario con Lynch, Frank Gehry, Ed Ruscha, Sheryl Lee y otros.
El músico Dan Hicks pasó horas hablando por teléfono con McKenna todos los viernes durante varios años antes de su muerte en 2016, contándole la historia de su vida. Editó las conversaciones en la autobiografía póstuma de Hicks, I Scare Myself, publicada en 2017.

## Obra
- Book of Changes, Seattle: Fantagraphics Books, 2001. ISBN 9781560974178
- Talk to Her, Seattle: Fantagraphics Books, 2004. ISBN 9781560975700
- Semina Culture: Wallace Berman & his Circle, written and edited with Michael Duncan, New York, New York: Distributed Art Publishers, Inc., 2005. ISBN 1933045108
- Wallace Berman Photographs, written and edited with Lorraine Wild, Santa Monica, CA, RoseGallery/Distributed Art Publishers, Inc., 2007. ISBN 1933045612
- She: Work by Wallace Berman & Richard Prince, Kohn Gallery/Distributed Art Publishers, Inc., 2009. ISBN 9781880086209
- The Ferus Gallery: A Place to Begin, Göttingen, Germany: Steidl, 2009. ISBN 9783865216106
- The Beautiful & the Damned: Photographs by Ann Summa, Los Ángeles, California: Foggy Notion Books, 2010. ISBN 9781935202271
- Charles Brittin: West & South, Los Ángeles, California: Foggy Notion Books, 2011. ISBN 9783775728362
- Richard Prince: Collected Writings, Los Ángeles, California: Foggy Notion Books, 2011. ISBN 9780983587002
- Notes  From a Revolution: Com/co, the Diggers & the Haight, edited with David Hollander, Los Ángeles, California: Foggy Notion Books, 2012. ISBN 9780983587033
- Espacio para soñar, escrito con David Lynch, Reservoir Books, 2018. ISBN 978-84-17125-14-1